# Antonio González Curquejo
Antonio González Curquejo (Cádiz, 1847-La Habana, 1930) fue un médico, escritor y farmacéutico cubano de origen español.

## Biografía
Nacido el 30 de enero de 1847 en la ciudad española de Cádiz, llegó a Cuba con diez años. Fue autor de un Florilegio de escritoras cubanas, donde recopiló textos de mujeres de la isla de Cuba. Fue tesorero de la Sociedad Económica de Amigos del País. En julio de 1922, a la edad de setenta y cinco años, obtuvo la ciudadanía cubana. Falleció el 13 de mayo de 1930 en La Habana.